# Ion Țiriac
Ion Țiriac (Brassó, 1939. május 9. –) román jégkorongozó, teniszező és üzletember. Ő az első román, aki felkerült a Forbes magazin által összeállított milliárdosok listájára. 2007 márciusában a Forbes szerint a vagyona 1,1 milliárd USD volt, 2007 novemberében a Capital című román gazdasági lap 2,2–2,4 milliárd dollárra becsülte Țiriac vagyonát. 2014-ben 1,2–1,3 milliárd euróra becsült vagyonával az első helyen, 2020-ban a harmadik helyen állt a leggazdagabb romániaiak listáján.

## Életpályája
A brassói Új utca egyik házában született, és egészen az 1960-as évek elejéig ott élt. Sportolói pályafutását a közeli Olimpia sportkomplexum jég- és teniszpályáin kezdte. Először jégkorongozóként jelent meg a nemzetközi mezőnyben, az 1964. évi téli olimpiai játékokon tagja volt a román csapatnak. Röviddel ezután a tenisz lett a fő sportága. Ilie Năstaseval együtt 1970-ben megnyerte a Roland Garros férfi páros versenyt és az 1970-es években háromszor eljutottak a Davis-kupa döntőjéig.
1983-ban teniszmenedzser lett, 1984 és 1993 között ő menedzselte Boris Beckert. 1990-ben megalapította a Țiriac bankot (Banca Țiriac), amely az első magánkézben levő bank volt a rendszerváltás utáni Romániában. 1996 óta Țiriac tulajdonában van a BCR Open Romania tenisztorna licence. A 2005 szeptemberében megtartott tizedik torna összdíjazása 302 000 euró volt.
1997-ben Brassó város díszpolgára lett. Ugyanebben az évben Țiriac Air néven légitársasaságot alapított, amely charterjáratokat üzemeltet üzletemberek számára, külön terminállal a bukaresti Henri Coandă nemzetközi repülőtéren. 1998 és 2004 között Țiriac volt a Román Nemzeti Olimpiai Bizottság elnöke. 2006-ban a 100 legnagyobb román listáján a 77. helyen végzett. Angolul, franciául, olaszul, németül, spanyolul és még magyarul is beszél.

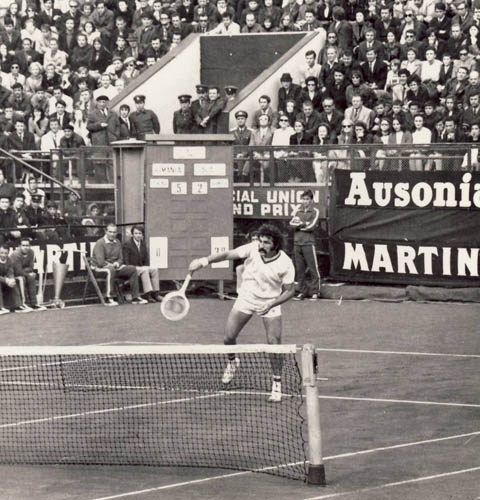
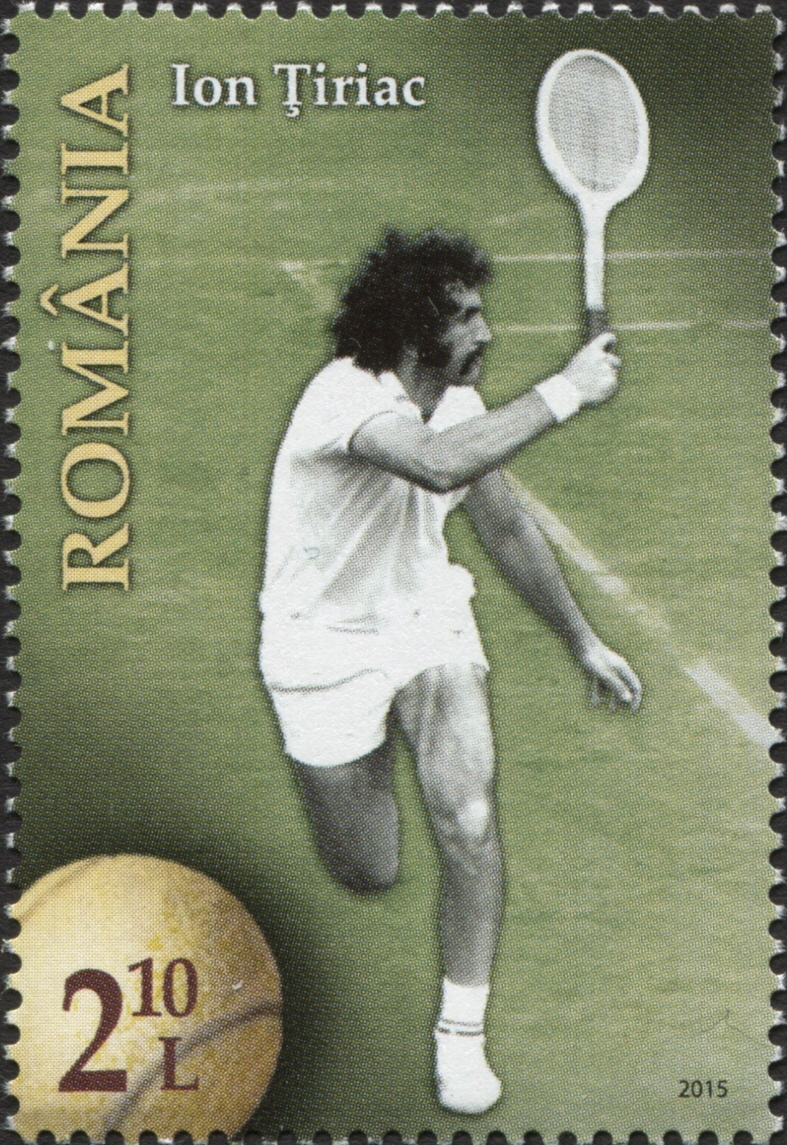
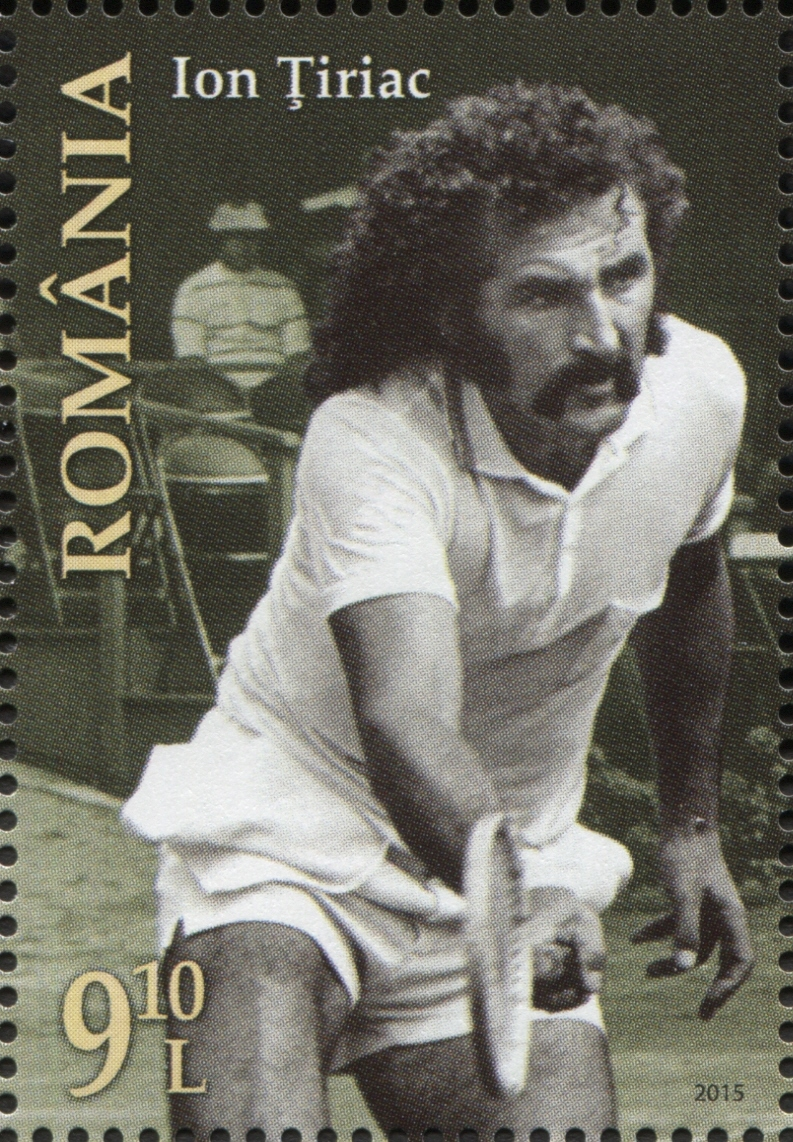